# Muhammad Rafiq Tarar
Muhammad Rafiq Tarar (en ourdou : محمد رفیق تارڑ, API : /mʊɦəmːəd̪ rəfiːq t̪aːrəɽ/), né le 2 novembre 1929 à Gujranwala et mort le 7 mars 2022 à Lahore, est un juge et homme d'État pakistanais. Membre de la Ligue musulmane du Pakistan (N), proche de Nawaz Sharif, il est président de la République de janvier 1998 à juin 2001.
Juriste et avocat de formation, il a été juge à la Haute Cour de Lahore, puis président de cette même juridiction pendant deux ans, avant d'être nommé à la Cour suprême du Pakistan en 1991. Il prend sa retraite en novembre 1994, atteint par la limite d'âge, à soixante-cinq ans. Il devient alors membre du Sénat, avant d'être élu, le 31 décembre 1997, président de la République islamique du Pakistan. Il a été remplacé le 20 juin 2001 par le général Pervez Musharraf à la tête de l'État.

## Biographie

### Jeunesse et éducation
Muhammad Rafiq Tarar est né le 2 novembre 1929 à Gujranwala, alors situé dans le Raj britannique, et aujourd'hui dans le nord de la province pakistanaise du Pendjab. À l'âge de 18 ans, il participe à des actions humanitaires pour aider les réfugiés victimes de la partition des Indes. En 1949, il est diplômé de l'Islamia College de Gujranwala, puis en 1951 il est diplômé de la faculté de droit de Lahore.
Rafiq Tarar entame ensuite une carrière juridique et devient avocat à la Haute Cour de Lahore en 1955, puis devient juge de district. En 1971, il est président de la Cour du travail du Pendjab, puis juge de la Haute Cour de Lahore en 1974 et président de la même cour en 1989. Enfin, en 1991 il est nommé juge à la Cour suprême, puis il prend sa retraite trois ans plus tard ayant atteint l'âge limite, soit soixante-cinq ans.

### Carrière politique

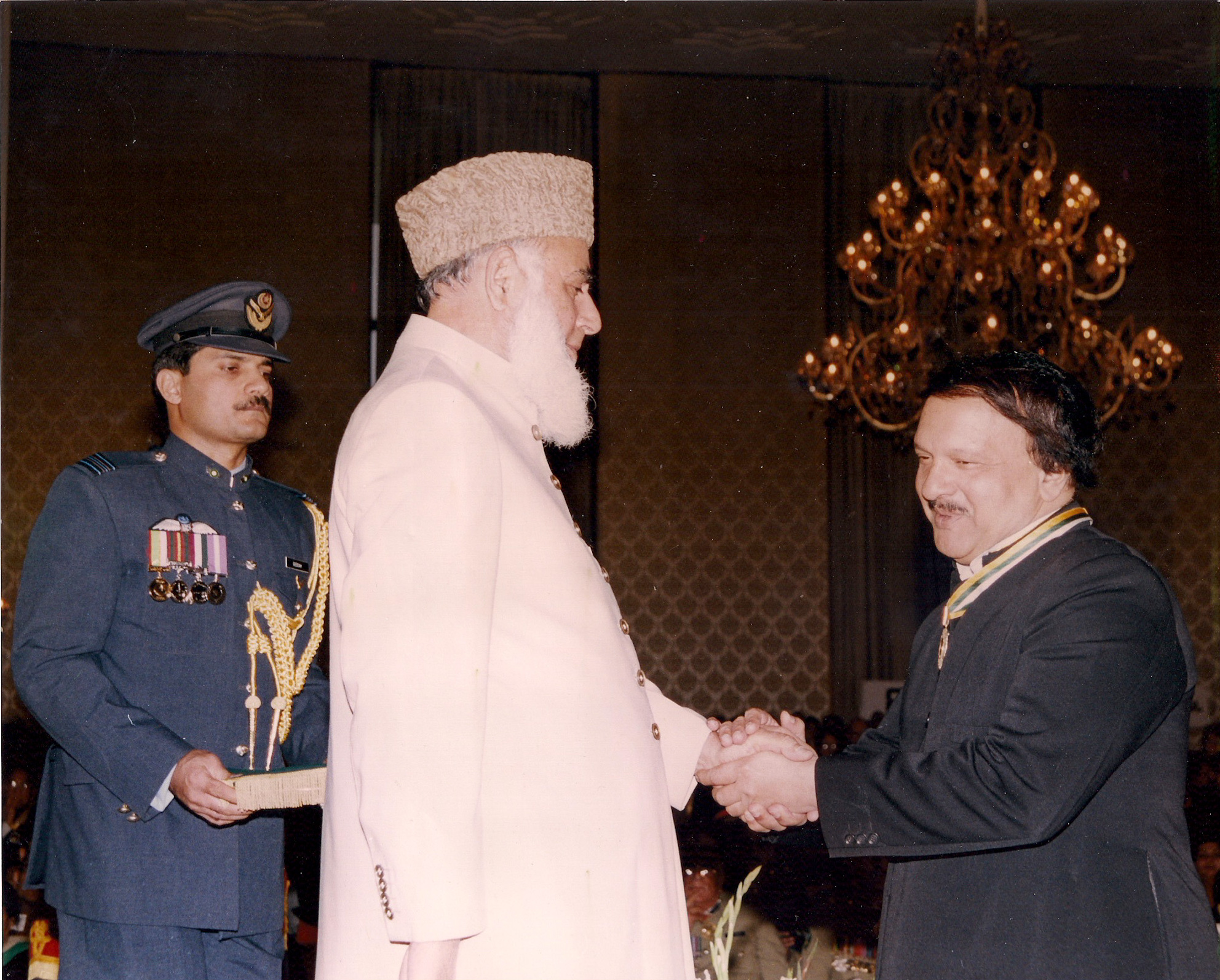
Amjad Parvez recevant un prix du président, le 23 mars 2000.

À la suite de sa retraite juridictionnelle, Muhammad Rafiq Tarar s’investit en politique sous l'étiquette de la Ligue musulmane du Pakistan (N), incité par le Premier ministre Nawaz Sharif dont il est un proche. En 1997, il est élu sénateur, à la suite des élections législatives de février 1997 très largement remportées par son parti. 
À la suite de la démission du président Farooq Leghari fin 1997, Muhammad Rafiq Tarar se présente à la présidence et est élu largement par le collège électoral, composé de l'Assemblée nationale, du Sénat et des quatre assemblée provinciales. Il devient ainsi le premier président depuis la réforme constitutionnelle du Premier ministre Nawaz Sharif qui supprime la plupart des pouvoirs discrétionnaires du président de la République, et réduit son rôle à un titre surtout honorifique, comme le prévoyait à la base la Constitution de 1973,. 
Lors du coup d'État de 1999 de Pervez Musharraf, Rafiq Tarar n'est pas, contrairement au Premier ministre Nawaz Sharif, renversé par le putsch. Il continue à assurer la présidence jusqu'en juin 2001, date à laquelle il est relevé de ses fonctions et remplacé par Pervez Musharraf, après avoir refusé de démissionner. De même, Rafiq Tarar restera membre de son parti, refusant de rejoindre la Ligue musulmane du Pakistan (Q) créée pour soutenir le nouveau président et conserve des liens avec Nawaz. Il s'est depuis retiré de la vie politique.